# ヘルメス・トリスメギストス

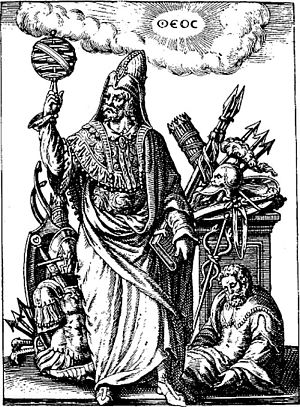
ヘルメス・トリスメギストスの絵。上部には「神」を表す古代ギリシア語の単語「テオス」──θεός──が書かれている。（英語におけるgodまたはGodに相当する。） 右下にはヘルメスの杖「カドゥケウス」が立てかけられている。

ヘルメス・トリスメギストス（英: Hermes Trismegistus, 古希: Ἑρμῆς Τρισμέγιστος）は、神秘思想・錬金術の文脈に登場する神または神人であり、神話的・伝説的な錬金術師である。これはギリシア語の神名であり、「3倍(すなわち，はなはだ)偉大な」ヘルメス、「至高の者」ヘルメスの意味だという。全ての学芸・技術・魔術・秘教などの始祖とされる神であり、その実在と教えはキリスト教教父からも信じられていた。錬金術は「ヘルメスの術」（hermetic art）とも呼ばれている。
ギリシア神話のヘルメス神と、エジプト神話のトート神がヘレニズム時代（ギリシア主義時代）に融合し、さらにそれらの威光を継ぐ人物としての錬金術師ヘルメスが同一視され、ヘルメス・トリスメギストスと称されるようになった。それら3つのヘルメスを合わせた者という意味で、「3倍偉大なヘルメス」「三重に偉大なヘルメス」と訳される（3人の賢者〔ヘルメス〕、三重の知恵のヘルメスという伝説）。
1. 第1のヘルメス：ノアの洪水以前にいた神。アダムの孫という。衣服、ピラミッドを作ったという。天文などを研究したという。
2. 第2のヘルメス：ノアの洪水以後のバビロンにいた人。ピタゴラスの師という。医学、数学などに優れる。
3. 第3のヘルメス：エジプトの人。医学者、哲学者。都市計画をしたという。

ヘルメス・トリスメギストスは、エメラルド板やヘルメス文書の著者とされた。また、中世の錬金術師は、賢者の石を手にした唯一の人物と考えていた。
「ヘルメス主義」とは、ヘルメス・トリスメギストスにあやかって世界の神秘を味わい尽くそうとする思想のことを指す。

## 「3倍」の理由

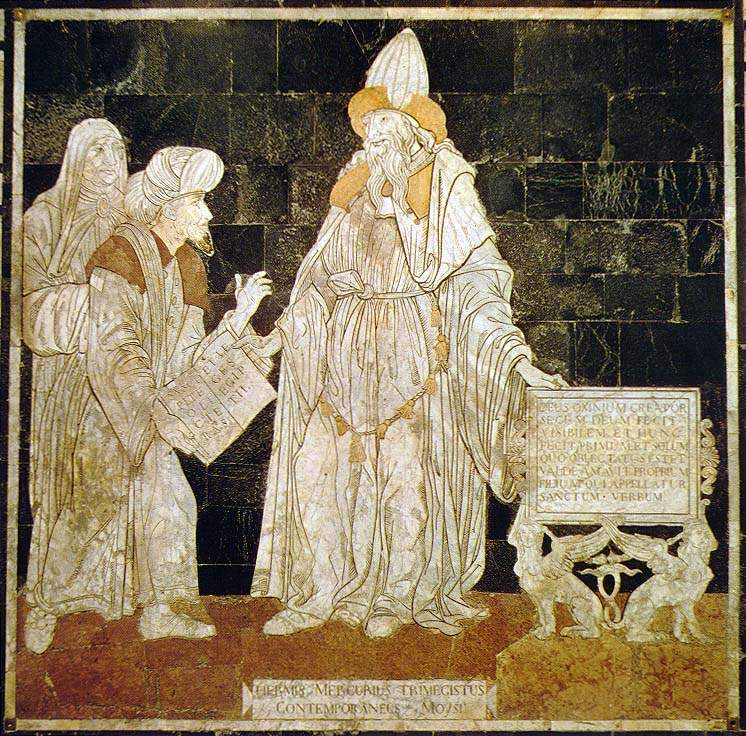
シエナ大聖堂のヘルメス・トリスメギストス(トート)

トリスメギストス（3倍偉大）という記述の起源は明らかではない。ブライアン・P・コーペンヘイヴァーによれば、この名前が最初にみられるのは、紀元前172年、エジプトのメンフィス近くで開かれたトキ崇拝の集まりであるという。しかし、ガース・ファウデンは、この名前の起源はアテナゴラス（キリスト教弁証家）およびビュブロスのフィロンであると述べている。
そのほかの解釈としては、エスナ神殿にあるトートの称号「偉大なる、偉大なる、偉大なるトート」が元になっているという説がある。
ヘルメス・トリスメギストスがエジプトに存在していたとされる時期（これ以降の時期に地上に存在していたかは、定かではない）は、モーセの時代よりはるか昔、エジプト王朝の最初期であったとされる。権力者たちは、ヘルメス・トリスメギストスをアブラハムと同時代の人物と考えた。また、ユダヤの伝承の中には、アブラハムがその神秘的な知識の一部をヘルメスから得たとするものさえある（en:Kybalion）。
ラクタンティウス、アウグスティヌス、ジョルダーノ・ブルーノ、マルシリオ・フィチーノ、トンマーゾ・カンパネッラ、ピコ・デラ・ミランドラなどの多くのキリスト教著述家は、ヘルメス・トリスメギストスを、キリスト教の出現を予見した賢明なる異教徒の預言者と考えた。これらの著述家は、「古代神学」すなわち古代に神から人に与えられたすべての宗教に通じる唯一・真実の神学が存在するという考えを信じており、ザラスシュトラやプラトンなど、多くの預言者にこの考えを適用していた。
古代神学の正しさを示すため、これらのキリスト教徒たちはヘルメスの教えを自らの意図に合わせて使用した。このため、キリスト教会の教父にとってのヘルメス・トリスメギストスはモーセの同時代人として考えられたり、ヘルメスの名で呼ばれる3人の人間と考えられたり、偉大な聖職者・哲学者・王を兼ねていたという意味で「3倍偉大」と考えられたりした。
ヘルメス・トリスメギストスが「トリスメギストス」の名を持っている理由の説明としては、エメラルド・タブレットの「全世界の英知の三部門を知る」という記述を根拠にするものがある。この3つの分野の知識とは、すなわち錬金術・占星術・神働術である。